# Dijkmanshuizen
Dijkmanshuizen is een natuurgebied en buurtschap in de gemeente Texel in de provincie Noord-Holland.
Dijkmanshuizen ligt net ten noorden van Oudeschild op het Nederlandse waddeneiland Texel. De buurtschap kwam al in 1750 voor, mogelijk ontstaan doordat dijkmannen in huizen aan de waddendijk woonden. Maar het zou ook van een familienaam afkomstig kunnen zijn. Vlak bij de buurtschap staat het watergemaal met dezelfde naam.
Tegenover de buurtschap ligt het natuurreservaat Dijkmanshuizen. Het gebied is een zilt weide- en watergebied van 90 hectare groot dat van belang is als verblijfplaats van weide-, water- en moerasvogels zoals wilde eenden, kokmeeuwen, visdiefjes, kieviten, grutto’s, tureluurs, kuifeenden, baardmezen en kemphanen. Torenvalken nestelen er in speciaal opgehangen nestkasten.
Het gebied werd in 1935 geschonken aan dr. Jac. P. Thijsse, ter ere van zijn 70e verjaardag. Het gebied bestond toen alleen nog uit een plas met een moeras. Enkele jaren later volgde Burdets Hop (de inham) dat geschonken werd aan de Zwitserse vogelfotograaf A. Burdet. Zowel Thijsse als Burdet gaven hun geschenk meteen door aan Natuurmonumenten. Daarna werd het gebied nog uitgebreid via ruilverkaveling. Het gebied maakt deel uit van de bezittingen van Natuurmonumenten in het Lage Land van Texel.
In het gebied wordt het riet geoogst. Deze rietoogst is van een behoorlijke omvang. Het riet wordt gebruikt door een rietdekkersbedrijf voor onder andere daken van boerderijen. In het gebied ligt ook een eendenkooi, de Noorderkooi genoemd. Deze ligt vlak bij Spang ter hoogte van Zandkes en de Kleiput.
Dorpen en gehuchten: 't Horntje · De Cocksdorp · De Koog · De Waal · Den Burg · Den Hoorn · Oosterend · Oudeschild

Buurtschappen: Bargen · Burger Nieuwland · De Kuil · De Naal ·  De Nes · De Westen · Dijkmanshuizen · Driehuizen · Harkebuurt · Het Noorden · Midden-Eierland · Molenbuurt · Nieuweschild · Noord Haffel · Noorderbuurt · Ongeren · Oost · Spang · Spijkdorp · Tienhoven · Westergeest · Westermient · Zevenhuizen · Zuid-Eierland · Zuid Haffel

Noord-Holland: Steden en dorpen in Noord-Holland      Nederland: Provincies · Gemeenten